# The beginning
《The beginning》為日本歌手絢香於2012年2月1日發行的第3張原創專輯，由A stAtion製作、avex marketing發行。

## 概要
- 活動中止約1年9個月的絢香，於2011年10月宣布成立個人唱片廠牌A stAtion，同年11月發表約於明年上半年發行新專輯。
- 此專輯為絢香首次嘗試「自主製作」的專輯。
- 絢香生涯的第二樂章再開。

## 發行版本

### 初回生產限定盤
- CD13曲
- DVD
- 豪華寫真冊（約40頁）
- 特殊包裝

### 通常盤
- CD13曲

## 曲目

### CD
1. 開始的時刻（はじまりのとき） [4:14]
作詞・作曲：絢香、編曲：松浦晃久
活動停止的2年間將想法融入的歌曲，對於歌詞中的內容自己有著非常深刻的感觸[1]。
首次演出在朝日電視台《MUSIC STATION》（2011年12月23日）。
2. Hello [5:33]
作詞：絢香、作曲：絢香・松浦晃久、編曲：松浦晃久
在活動休止前就已經創作出來的樂曲，曲風與以前的不太相同
首次演出於朝日電視台《MUSIC STATION》（2012年1月27日）。
  - 山崎麵包『ランチパック』「自由型ランチ」篇電視廣告曲（2012年1月 - ）
3. 紅色的天空（アカイソラ） [4:52]
作詞・作曲：絢香、編曲：松浦晃久
以夕陽映照而染紅的橘紅色天空為名[1]
4. The beginning [5:48]
作詞・作曲：絢香、編曲：塩谷哲
曲名與〈開始的時刻〉的意義類似，歌詞中的「從這裡開始」是將自己的想法融入，描寫自己的歌[1]。將專輯的整體看過後覺得這個名稱最適合當作專輯名，而使用了這名稱當做了專輯標題[1]。
聲音的強弱代表了世界關的景色改變，旋律的部分慢慢的醞釀，到了副歌向天空飛去的廣大世界觀，是首重視聲音差別化的曲子[1]。
  - 橫濱橡膠「ブルーアース-BluEarth-」廣告曲（2012年2月1日 - ）
  - 日本電視台『爽快情報バラエティー スッキリ!! 』2012年3月份片尾曲（2012年3月1日 - 3月30日）
5. HIKARI [4:57]
作詞・作曲：絢香、編曲：松浦晃久
6. 天空阿 求求你（空よお願い） [3:46]
作詞：絢香、作曲：絢香・松浦晃久、編曲：松浦晃久
活動休止前創作的曲子。本作為這次唯一在活動停止前就已經完成的曲子在[1]。
7. 相繫的心（繋がる心） [4:22]
作詞・作曲：絢香、編曲：八橋義幸
以相繫的心醫同創造未來的印象與〈開始的時刻〉為同時期創作的曲子[1]。絢香表示這是首「思念著你的事情的那個人，能傳達到他的耳邊的曲子」[1]。
  - NTT東日本電視廣告曲（2012年4月-）
8. THIS IS THE TIME [4:21]
作詞・作曲：絢香、編曲：Ayaka Band
自己努力自立，以強而有力的語句所作的歌曲[1]。在休息的那段時間雖然有感到充實的時候，彈有時順間會有不安的焦慮感，這是在那段不安的時期誕生的曲子。
9. 走到那為止呦（そこまで歩いていくよ） [5:11]
作詞・作曲：絢香、編曲：河野圭
東日本大震災發生後，描寫著向著未來努力前進想法的曲子[1]。
  - 久保田「地球家族」篇廣告曲（2012年1月22日 - ）
10. 微笑的畫布（笑顔のキャンバス） [3:50]
作詞・作曲：絢香、編曲：鶴谷崇
與「THIS IS THE TIME」同時期出來的曲子，但曲子的意義正好相反，是首有著幸福感的曲子、有著能看到笑容的感覺[1]。
11. Magic Mind [5:30]
作詞・作曲：絢香、編曲：和田昌哉、弦樂團編曲：弦一徹
將自己的聲音加上機械的重拍聲合而為一的曲子[1]。絢香表示這是首「有活力感又帥氣的曲子」[1]。
12. 獻給你（キミへ） [5:03]
作詞・作曲：絢香、編曲：松浦晃久
獻給在活動休止期間替他加油的歌迷的「你」，傳達這樣的訊息給歌迷[1]。
  - WOWOW網球形象曲
13. 溫和的晴空（やさしい蒼） [5:01]
作詞・作曲：絢香、編曲：鶴谷崇・土屋玲子
不安的時候還有想要能量的時候，會常常望著天空的絢香會對自己說「要在加油一點」而描寫那個瞬間感受的曲子[1]。
首次演出於朝日電視台《MUSIC STATION》SUPER LIVE 2011〜祝!25周年記念スペシャル〜（2011年12月23日）。
  - 森永製菓『森永ココア』「ミルクココア 日の出」編廣告曲（2012年1月 - ）

### DVD
| 曲序 | 曲目                           |
| ---- | ------------------------------ |
| 1.   | はじまりのとき（Music video）  |
| 2.   | はじまりのとき（Making video） |

## 相關網站
發行消息